# Dyskografia Miley Cyrus
Dyskografia Miley Cyrus – dyskografia amerykańskiej piosenkarki popowej Miley Cyrus. Lista obejmuje 9 albumów studyjnych, 1 ścieżkę dźwiękową, 2 albumy koncertowe, 1 album karaoke, 2 albumy wideo, 2 minialbumy, 3 wydawnictwa limitowane, 63 single (w tym 14 promocyjnych) i 45 teledysków. Artykuł zawiera także listę 41 występów gościnnych Cyrus na albumach spoza jej dyskografii (utworów nagranych na albumy innych wykonawców oraz na potrzeby kompilacji i ścieżek dźwiękowych).
Artykuł zawiera informacje o datach premiery, wytwórniach muzycznych i nośnikach albumów bądź minialbumów. Dla albumów, minialbumów i singli zostały wymienione najwyższe pozycje na ogólnokrajowych listach przebojów i certyfikaty w 13 państwach: Stanach Zjednoczonych (USA), Australii (AUS), Austrii (AUT), Kanadzie (CAN), Francji (FRA), Niemczech (GER), Irlandii (IRL), Włoszech (ITA), Norwegii (NOR), Nowej Zelandii (NZ), Szwecji (SWE), Wielkiej Brytanii (UK) i Polsce (POL). Dla singli zostały także podane najwyższe pozycje na światowej liście Billboard Global 200 (WW) oraz cotygodniowej liście najczęściej słuchanych utworów w serwisie Spotify (SPO) w skali globalnej. Dodatkowo w artykule zostały wymienione utwory niewydane na singlach, które były notowane na co najmniej jednej z wymienionych list lub otrzymały certyfikat w co najmniej jednym z wymienionych państw. Lista teledysków zawiera informacje o reżyserach.
Dyskografia nie obejmuje twórczości Cyrus wydanej pod fikcyjną postacią Hannah Montany, która została przedstawiona w osobnym artykule.

## Albumy

### Albumy studyjne
| Rok  | Tytuł                       | Informacje wydawnicze                                                                                              | Najwyższe pozycje na listach krajowych | Najwyższe pozycje na listach krajowych | Najwyższe pozycje na listach krajowych | Najwyższe pozycje na listach krajowych | Najwyższe pozycje na listach krajowych | Najwyższe pozycje na listach krajowych | Najwyższe pozycje na listach krajowych | Najwyższe pozycje na listach krajowych | Najwyższe pozycje na listach krajowych | Najwyższe pozycje na listach krajowych | Najwyższe pozycje na listach krajowych | Najwyższe pozycje na listach krajowych | Najwyższe pozycje na listach krajowych | Certyfikaty sprzedaży |
| Rok  | Tytuł                       | Informacje wydawnicze                                                                                              | USA                                    | AUS                                    | AUT                                    | CAN                                    | FRA                                    | GER                                    | IRL                                    | ITA                                    | NOR                                    | NZ                                     | SWE                                    | UK                                     | POL                                    | Certyfikaty sprzedaży |
| ---- | --------------------------- | --- | -------------------------------------- | -------------------------------------- | -------------------------------------- | -------------------------------------- | -------------------------------------- | -------------------------------------- | -------------------------------------- | -------------------------------------- | -------------------------------------- | -------------------------------------- | -------------------------------------- | -------------------------------------- | -------------------------------------- | --- |
| 2007 | Meet Miley Cyrus            | - Data premiery: 26 czerwca 2007 - Wytwórnia: Hollywood - Nośniki: CD · LP · digital download · streaming          | 1                                      | 20                                     | 13                                     | 3                                      | 178                                    | –                                      | –                                      | –                                      | 8                                      | 6                                      | 50                                     | –                                      | 12                                     | - USA: 4× Platyna - AUS: Platyna - CAN: 2× Platyna - NZ: Złoto - UK: Złoto                                                                             |
| 2008 | Breakout                    | - Data premiery: 22 lipca 2008 - Wytwórnia: Hollywood - Nośniki: CD · CD+DVD · LP · digital download · streaming   | 1                                      | 1                                      | 12                                     | 1                                      | 30                                     | 24                                     | 11                                     | 6                                      | 15                                     | 2                                      | –                                      | 10                                     | 15                                     | - USA: 2× Platyna - AUS: Platyna - AUT: Złoto - GER: Złoto - IRL: Platyna - NZ: 2× Platyna - UK: Platyna - POL: Złoto                                  |
| 2010 | Can’t Be Tamed              | - Data premiery: 18 czerwca 2010 - Wytwórnia: Hollywood - Nośniki: CD · CD+DVD · LP · digital download · streaming | 3                                      | 4                                      | 2                                      | 2                                      | 13                                     | 4                                      | 5                                      | 4                                      | 8                                      | 2                                      | 21                                     | 8                                      | 11                                     | - USA: Złoto - AUS: Złoto - NZ: Złoto - UK: Srebro - POL: Złoto                                                                                        |
| 2013 | Bangerz                     | - Data premiery: 30 września 2013 - Wytwórnia: RCA - Nośniki: CD · LP · digital download · streaming               | 1                                      | 1                                      | 4                                      | 1                                      | 9                                      | 9                                      | 1                                      | 3                                      | 1                                      | 2                                      | 4                                      | 1                                      | 20                                     | - USA: 3× Platyna - AUS: Platyna - AUT: Złoto - CAN: 2× Platyna - ITA: Złoto - NOR: Platyna - NZ: 2× Platyna - SWE: Platyna - UK: Złoto - POL: Platyna |
| 2015 | Miley Cyrus & Her Dead Petz | - Data premiery: 30 sierpnia 2015 - Samopublikacja - Nośniki: streaming · digital download                         | –                                      | –                                      | –                                      | –                                      | –                                      | –                                      | –                                      | –                                      | –                                      | –                                      | –                                      | –                                      | –                                      | |
| 2017 | Younger Now                 | - Data premiery: 29 września 2017 - Wytwórnia: RCA - Nośniki: CD · LP · digital download · streaming               | 5                                      | 2                                      | 8                                      | 3                                      | 51                                     | 16                                     | 5                                      | 9                                      | 9                                      | 4                                      | 11                                     | 8                                      | 19                                     | - USA: Złoto - CAN: Złoto - NOR: Platyna - NZ: Platyna - POL: Złoto                                                                                    |
| 2020 | Plastic Hearts              | - Data premiery: 27 listopada 2020 - Wytwórnia: RCA - Nośniki: CD · LP · digital download · streaming              | 2                                      | 3                                      | 8                                      | 1                                      | 42                                     | 15                                     | 3                                      | 9                                      | 6                                      | 2                                      | 12                                     | 4                                      | 11                                     | - AUS: Złoto - NOR: Złoto - NZ: Platyna - UK: Złoto - POL: 2× Platyna                                                                                  |
| 2023 | Endless Summer Vacation     | - Data premiery: 10 marca 2023 - Wytwórnia: Columbia - Nośniki: CD · LP · digital download · streaming             | 3                                      | 1                                      | 1                                      | 2                                      | 6                                      | 2                                      | 1                                      | 4                                      | 1                                      | 1                                      | 2                                      | 1                                      | 2                                      | - USA: Platyna - CAN: Platyna - FRA: Złoto - NZ: Platyna - SWE: Złoto - UK: Złoto - POL: 3× Platyna                                                    |
| 2025 | Something Beautiful         | - Data premiery: 30 maja 2025 - Wytwórnia: Columbia - Nośniki: CD · LP · digital download · streaming · box set    | 4                                      | 4                                      | 1                                      | 13                                     | 13                                     | 4                                      | 14                                     | 23                                     | 14                                     | 2                                      | 24                                     | 3                                      | 7                                      | |

### Ścieżki dźwiękowe
| Rok  | Tytuł                                        | Informacje wydawnicze                                                                                     | Najwyższe pozycje na listach krajowych | Najwyższe pozycje na listach krajowych | Najwyższe pozycje na listach krajowych | Najwyższe pozycje na listach krajowych | Najwyższe pozycje na listach krajowych | Najwyższe pozycje na listach krajowych | Najwyższe pozycje na listach krajowych | Najwyższe pozycje na listach krajowych | Najwyższe pozycje na listach krajowych | Najwyższe pozycje na listach krajowych | Certyfikaty sprzedaży                                                                                    |
| Rok  | Tytuł                                        | Informacje wydawnicze                                                                                     | USA                                    | AUS                                    | AUT                                    | CAN                                    | FRA                                    | GER                                    | NOR                                    | NZ                                     | SWE                                    | POL                                    | Certyfikaty sprzedaży                                                                                    |
| ---- | -------------------------------------------- | --- | -------------------------------------- | -------------------------------------- | -------------------------------------- | -------------------------------------- | -------------------------------------- | -------------------------------------- | -------------------------------------- | -------------------------------------- | -------------------------------------- | -------------------------------------- | --- |
| 2009 | Hannah Montana: The Movie (i inni wykonawcy) | - Data premiery: 24 marca 2009 - Wytwórnia: Walt Disney - Nośniki: CD · LP · digital download · streaming | 1                                      | 6                                      | 1                                      | 1                                      | 32                                     | 6                                      | 2                                      | 1                                      | 9                                      | 3                                      | - USA: 2× Platyna - AUS: Platyna - AUT: Platyna - GER: Złoto - IRL: Platyna - NZ: 2× Platyna - UK: Złoto |

### Albumy koncertowe
| Rok  | Tytuł                       | Informacje wydawnicze                                                                                            | Najwyższe pozycje na listach krajowych | Najwyższe pozycje na listach krajowych | Najwyższe pozycje na listach krajowych | Najwyższe pozycje na listach krajowych | Najwyższe pozycje na listach krajowych | Najwyższe pozycje na listach krajowych | Najwyższe pozycje na listach krajowych | Najwyższe pozycje na listach krajowych | Najwyższe pozycje na listach krajowych | Certyfikaty sprzedaży |
| Rok  | Tytuł                       | Informacje wydawnicze                                                                                            | USA                                    | AUS                                    | AUT                                    | CAN                                    | FRA                                    | GER                                    | IRL                                    | NZ                                     | UK                                     | Certyfikaty sprzedaży |
| ---- | --------------------------- | --- | -------------------------------------- | -------------------------------------- | -------------------------------------- | -------------------------------------- | -------------------------------------- | -------------------------------------- | -------------------------------------- | -------------------------------------- | -------------------------------------- | --------------------- |
| 2008 | Best of Both Worlds Concert | - Data premiery: 11 marca 2008 - Wytwórnie: Walt Disney · Hollywood - Nośniki: CD · digital download · streaming | 3                                      | 16                                     | 14                                     | 3                                      | 192                                    | 94                                     | 10                                     | 27                                     | 29                                     | - AUS: Złoto          |
| 2022 | Attention: Miley Live       | - Data premiery: 1 kwietnia 2022 - Wytwórnia: Columbia - Nośniki: digital download · streaming                   | –                                      | –                                      | –                                      | –                                      | –                                      | 98                                     | –                                      | –                                      | –                                      |                       |

### Albumy karaoke
| Rok  | Tytuł                              | Informacje wydawnicze                                                                               |
| ---- | ---------------------------------- | --------------------------------------------------------------------------------------------------- |
| 2008 | Artist Karaoke Series: Miley Cyrus | - Data premiery: 20 maja 2008 - Wytwórnia: Walt Disney - Nośniki: CD · digital download · streaming |

### Albumy wideo
| Rok  | Tytuł                       | Informacje wydawnicze                                                                                              | Certyfikaty sprzedaży |
| ---- | --------------------------- | --- | --------------------- |
| 2008 | Best of Both Worlds Concert | - Data premiery: 19 sierpnia 2008 - Wytwórnia: Walt Disney - Nośniki: DVD · Blu-ray · digital download · streaming | - UK: 2× Platyna      |
| 2015 | Bangerz Tour                | - Data premiery: 23 marca 2015 - Wytwórnia: RCA - Nośniki: DVD · Blu-ray · digital download · streaming            |                       |

## Minialbumy
| Rok  | Tytuł                 | Informacje wydawnicze                                                                                               | Najwyższe pozycje na listach krajowych | Najwyższe pozycje na listach krajowych | Najwyższe pozycje na listach krajowych | Najwyższe pozycje na listach krajowych | Najwyższe pozycje na listach krajowych | Najwyższe pozycje na listach krajowych | Najwyższe pozycje na listach krajowych | Najwyższe pozycje na listach krajowych | Najwyższe pozycje na listach krajowych | Najwyższe pozycje na listach krajowych | Najwyższe pozycje na listach krajowych | Najwyższe pozycje na listach krajowych | Najwyższe pozycje na listach krajowych | Certyfikaty sprzedaży                                                                           |
| Rok  | Tytuł                 | Informacje wydawnicze                                                                                               | USA                                    | AUS                                    | AUT                                    | CAN                                    | FRA                                    | GER                                    | IRL                                    | ITA                                    | NOR                                    | NZ                                     | SWE                                    | UK                                     | POL                                    | Certyfikaty sprzedaży                                                                           |
| ---- | --------------------- | --- | -------------------------------------- | -------------------------------------- | -------------------------------------- | -------------------------------------- | -------------------------------------- | -------------------------------------- | -------------------------------------- | -------------------------------------- | -------------------------------------- | -------------------------------------- | -------------------------------------- | -------------------------------------- | -------------------------------------- | ----------------------------------------------------------------------------------------------- |
| 2009 | The Time of Our Lives | - Data premiery: 28 sierpnia 2009 - Wytwórnia: Hollywood - Nośniki: CD · CD+DVD · LP · digital download · streaming | 2                                      | 11                                     | 5                                      | 9                                      | 36                                     | 9                                      | 9                                      | 32                                     | 33                                     | 9                                      | 52                                     | 17                                     | 32                                     | - USA: 3× Platyna - AUS: Złoto - AUT: Złoto - GER: Złoto - IRL: Platyna - NZ: Złoto - UK: Złoto |
| 2019 | She Is Coming         | - Data premiery: 31 maja 2019 - Wytwórnia: RCA - Nośniki: digital download · streaming                              | 5                                      | 10                                     | 21                                     | 4                                      | 85                                     | 74                                     | 19                                     | 44                                     | 4                                      | 14                                     | 17                                     | 18                                     | –                                      | - POL: Złoto                                                                                    |

## Wydawnictwa limitowane
| Rok  | Tytuł                     | Informacje wydawnicze                                                                            | Opis                                                       |
| ---- | ------------------------- | ------------------------------------------------------------------------------------------------ | ---------------------------------------------------------- |
| 2009 | iTunes Live from London   | - Data premiery: 23 kwietnia 2009 - Wytwórnia: Hollywood - Nośniki: digital download · streaming | Minialbum koncertowy wydany ekskluzywnie dla iTunes Store. |
| 2017 | Spotify Singles           | - Data premiery: 25 października 2017 - Wytwórnia: RCA - Nośnik: streaming                       | Minialbumy wydane ekskluzywnie dla Spotify.                |
| 2017 | Spotify Singles – Holiday | - Data premiery: 29 listopada 2017 - Wytwórnia: RCA - Nośnik: streaming                          | Minialbumy wydane ekskluzywnie dla Spotify.                |

## Single

### Jako główny wykonawca
| Rok  | Tytuł                                                  | Najwyższe pozycje na listach | Najwyższe pozycje na listach | Najwyższe pozycje na listach | Najwyższe pozycje na listach | Najwyższe pozycje na listach | Najwyższe pozycje na listach | Najwyższe pozycje na listach | Najwyższe pozycje na listach | Najwyższe pozycje na listach | Najwyższe pozycje na listach | Najwyższe pozycje na listach | Najwyższe pozycje na listach | Najwyższe pozycje na listach | Najwyższe pozycje na listach | Najwyższe pozycje na listach | Najwyższe pozycje na listach | Certyfikaty sprzedaży | Album                                                                      |
| Rok  | Tytuł                                                  | USA                          | AUS                          | AUT                          | CAN                          | FRA                          | GER                          | IRL                          | ITA                          | NOR                          | NZ                           | SWE                          | UK                           | POL air.                     | POL str.                     | WW                           | SPO                          | Certyfikaty sprzedaży | Album                                                                      |
| ---- | ------------------------------------------------------ | ---------------------------- | ---------------------------- | ---------------------------- | ---------------------------- | ---------------------------- | ---------------------------- | ---------------------------- | ---------------------------- | ---------------------------- | ---------------------------- | ---------------------------- | ---------------------------- | ---------------------------- | ---------------------------- | ---------------------------- | ---------------------------- | --- | -------------------------------------------------------------------------- |
| 2007 | „See You Again”                                        | 10                           | 6                            | 30                           | 4                            | –                            | 52                           | 13                           | –                            | 11                           | –                            | –                            | 11                           | –                            | –                            | –                            | –                            | - USA: 3× Platyna - AUS: 3× Platyna - NZ: Platyna - UK: Srebro | Meet Miley Cyrus                                                           |
| 2008 | „Start All Over”                                       | 68                           | 41                           | –                            | 91                           | –                            | –                            | –                            | –                            | –                            | –                            | –                            | –                            | –                            | –                            | –                            | –                            | - USA: Złoto | Meet Miley Cyrus                                                           |
| 2008 | „7 Things”                                             | 9                            | 10                           | 14                           | 13                           | –                            | 17                           | 26                           | 29                           | 8                            | 24                           | –                            | 25                           | –                            | –                            | –                            | –                            | - USA: 2× Platyna - AUS: 2× Platyna - NZ: Złoto - UK: Srebro | Breakout                                                                   |
| 2008 | „Breakout”                                             | 56                           | 94                           | –                            | 45                           | –                            | –                            | –                            | –                            | –                            | –                            | –                            | –                            | –                            | –                            | –                            | –                            | | Breakout                                                                   |
| 2008 | „Fly on the Wall”                                      | 84                           | 54                           | 57                           | 73                           | –                            | 62                           | 23                           | –                            | –                            | –                            | –                            | 16                           | –                            | –                            | –                            | –                            | - AUS: Złoto - USA: Złoto | Breakout                                                                   |
| 2009 | „The Climb”                                            | 4                            | 5                            | 30                           | 5                            | 16                           | 41                           | 11                           | 40                           | 5                            | 12                           | 40                           | 11                           | –                            | –                            | –                            | –                            | - USA: 7× Platyna - AUS: 7× Platyna - CAN: 3× Platyna - GER: Złoto - NZ: 3× Platyna - UK: Platyna                                                                                            | Hannah Montana: The Movie                                                  |
| 2009 | „Party in the U.S.A.”                                  | 2                            | 6                            | 30                           | 3                            | 6                            | –                            | 5                            | 40                           | 12                           | 3                            | 22                           | 11                           | –                            | –                            | 124                          | 132                          | - USA: 14× Platyna (Diament) - AUS: 14× Platyna - CAN: 4× Platyna - GER: Platyna - ITA: Złoto - NOR: 3× Platyna - NZ: 8× Platyna - UK: 3× Platyna                                            | The Time of Our Lives                                                      |
| 2010 | „When I Look at You”                                   | 16                           | 19                           | 57                           | 24                           | –                            | 85                           | 45                           | –                            | –                            | 27                           | –                            | 79                           | –                            | –                            | –                            | 150                          | - AUS: 3× Platyna - USA: 3× Platyna - GER: Złoto - NOR: Platyna - NZ: Platyna - UK: Złoto | The Time of Our Lives                                                      |
| 2010 | „Can’t Be Tamed”                                       | 8                            | 14                           | 21                           | 6                            | 15                           | 29                           | 5                            | –                            | 15                           | 5                            | 42                           | 13                           | –                            | –                            | –                            | –                            | - USA: 2× Platyna - AUS: 2× Platyna - NZ: 3× Platyna - UK: Srebro | Can’t Be Tamed                                                             |
| 2010 | „Who Owns My Heart”                                    | –                            | –                            | 35                           | –                            | –                            | 24                           | –                            | –                            | –                            | –                            | –                            | –                            | –                            | –                            | –                            | –                            | - USA: Złoto - AUS: Złoto | Can’t Be Tamed                                                             |
| 2013 | „We Can’t Stop”                                        | 2                            | 4                            | 8                            | 3                            | 26                           | 16                           | 7                            | 33                           | 3                            | 1                            | 5                            | 1                            | –                            | –                            | –                            | 9                            | - USA: 8× Platyna - AUS: 7× Platyna - AUT: Złoto - CAN: 4× Platyna - GER: Złoto - ITA: Platyna - NOR: 7× Platyna - NZ: 3× Platyna - SWE: 3× Platyna - UK: 2× Platyna                         | Bangerz                                                                    |
| 2013 | „Wrecking Ball”                                        | 1                            | 2                            | 2                            | 1                            | 2                            | 6                            | 2                            | 3                            | 2                            | 2                            | 3                            | 1                            | 4                            | –                            | 197                          | 1                            | - USA: 9× Platyna - AUS: 8× Platyna - AUT: Złoto - CAN: 4× Platyna - GER: Platyna - ITA: 2× Platyna - NOR: 5× Platyna - NZ: 3× Platyna - SWE: 3× Platyna - UK: Platyna                       | Bangerz                                                                    |
| 2013 | „Real and True” (z Futurem, gościnnie: Mr Hudson)      | 103                          | –                            | –                            | –                            | –                            | –                            | –                            | –                            | –                            | –                            | –                            | 92                           | –                            | –                            | –                            | –                            | - USA: Złoto | –                                                                          |
| 2013 | „Adore You”                                            | 21                           | 25                           | –                            | 36                           | 143                          | –                            | –                            | –                            | –                            | 15                           | –                            | 27                           | –                            | –                            | –                            | 48                           | - USA: 3× Platyna - AUS: 2× Platyna - CAN: Platyna - NOR: Złoto - NZ: Platyna - UK: Złoto | Bangerz                                                                    |
| 2017 | „Malibu”                                               | 10                           | 3                            | 8                            | 4                            | 85                           | 20                           | 7                            | 24                           | 4                            | 4                            | 21                           | 11                           | 25                           | –                            | –                            | 7                            | - USA: 2× Platyna - AUS: 6× Platyna - AUT: Platyna - CAN: 3× Platyna - FRA: Złoto - GER: Złoto - ITA: Platyna - NOR: 4× Platyna - NZ: 3× Platyna - SWE: Platyna - UK: Platyna - POL: Platyna | Younger Now                                                                |
| 2017 | „Younger Now”                                          | 79                           | 49                           | –                            | 48                           | –                            | –                            | 73                           | –                            | –                            | –                            | 75                           | 54                           | –                            | –                            | –                            | 121                          | - AUS: Złoto - NOR: Złoto - NZ: Złoto | Younger Now                                                                |
| 2019 | „Mother’s Daughter”                                    | 54                           | 21                           | 49                           | 31                           | 177                          | 75                           | 22                           | 86                           | –                            | 21                           | 76                           | 29                           | 20                           | –                            | –                            | 18                           | - AUS: 2× Platyna - CAN: Platyna - NZ: Platyna - UK: Srebro - POL: 3× Platyna | She Is Coming                                                              |
| 2019 | „On a Roll” (jako Ashley O)                            | 116                          | 86                           | –                            | 77                           | –                            | –                            | 35                           | –                            | –                            | –                            | –                            | 65                           | –                            | –                            | –                            | 53                           | | –                                                                          |
| 2019 | „Slide Away”                                           | 47                           | 15                           | 49                           | 28                           | –                            | 67                           | 25                           | –                            | 28                           | 12                           | –                            | 40                           | 46                           | –                            | –                            | 31                           | - AUS: 3× Platyna - CAN: Złoto - NOR: Złoto - NZ: 2× Platyna - UK: Srebro - POL: Złoto | –                                                                          |
| 2019 | „Don’t Call Me Angel” (z Arianą Grande i Laną Del Rey) | 13                           | 4                            | 12                           | 7                            | 64                           | 11                           | 2                            | 39                           | 13                           | 6                            | 25                           | 2                            | 74                           | –                            | –                            | 3                            | - AUS: Platyna - CAN: Złoto - NOR: Złoto - NZ: Złoto - UK: Złoto - POL: Platyna | Charlie’s Angels                                                           |
| 2020 | „Midnight Sky”                                         | 14                           | 7                            | 33                           | 8                            | 123                          | 27                           | 4                            | 72                           | 25                           | 27                           | 31                           | 5                            | 8                            | –                            | 15                           | 14                           | - USA: Platyna - AUS: 3× Platyna - AUT: Platyna - FRA: Złoto - GER: Złoto - ITA: Złoto - NOR: Platyna - NZ: Platyna - SWE: Platyna - UK: 2× Platyna - POL: 2× Platyna                        | Plastic Hearts                                                             |
| 2020 | „Prisoner” (gościnnie: Dua Lipa)                       | 54                           | 13                           | 15                           | 17                           | 76                           | 20                           | 5                            | 34                           | 11                           | 24                           | 23                           | 8                            | 4                            | –                            | 12                           | 11                           | - USA: Platyna - AUS: 2× Platyna - AUT: Platyna - CAN: Złoto - FRA: Złoto - GER: Złoto - ITA: Platyna - NOR: Złoto - NZ: Platyna - SWE: Złoto - UK: Platyna - POL: Platyna                   | Plastic Hearts                                                             |
| 2021 | „Angels like You”                                      | 107                          | 92                           | –                            | 55                           | –                            | –                            | 43                           | –                            | –                            | –                            | –                            | 66                           | –                            | –                            | 87                           | 24                           | - USA: Złoto - AUS: Złoto - NZ: Platyna - UK: Srebro - POL: Złoto | Plastic Hearts                                                             |
| 2021 | „Without You” (remiks, z The Kid Laroi)                | 8                            | –                            | –                            | –                            | –                            | –                            | –                            | –                            | –                            | –                            | 10                           | –                            | –                            | –                            | 10                           | 34                           | - AUS: 8× Platyna - SWE: Platyna - NOR: 3× Platyna | –                                                                          |
| 2023 | „Flowers”                                              | 1                            | 1                            | 1                            | 1                            | 1                            | 1                            | 1                            | 3                            | 1                            | 1                            | 1                            | 1                            | 1                            | 1                            | 1                            | 1                            | - USA: 7× Platyna - AUS: 10× Platyna - AUT: 3× Platyna - CAN: Diament - FRA: Diament - GER: 3× Złoto - ITA: 4× Platyna - NZ: 5× Platyna - SWE: 3× Platyna - UK: 3× Platyna - POL: Diament    | Endless Summer Vacation                                                    |
| 2023 | „River”                                                | 32                           | 22                           | 24                           | 17                           | 132                          | 35                           | 13                           | –                            | 32                           | 30                           | 56                           | 16                           | –                            | 28                           | 16                           | 18                           | - CAN: Złoto | Endless Summer Vacation                                                    |
| 2023 | „Jaded”                                                | 56                           | –                            | 75                           | 31                           | 198                          | –                            | 21                           | –                            | –                            | –                            | –                            | 27                           | 22                           | –                            | 44                           | 67                           | - USA: Złoto - CAN: Złoto - NZ: Złoto - UK: Srebro - POL: Złoto | Endless Summer Vacation                                                    |
| 2023 | „Used to Be Young”                                     | 8                            | 13                           | 29                           | 8                            | 101                          | 53                           | 7                            | 72                           | 12                           | 12                           | 23                           | 12                           | 7                            | 77                           | 6                            | 11                           | - USA: Platyna - AUS: Złoto - CAN: Złoto - NZ: Złoto - UK: Srebro - POL: Złoto | Endless Summer Vacation                                                    |
| 2024 | „Doctor (Work It Out)” (z Pharrellem Williamsem)       | 74                           | –                            | –                            | 41                           | –                            | –                            | 44                           | –                            | –                            | –                            | 90                           | 46                           | 95                           | 93                           | 60                           | 124                          | | –                                                                          |
| 2024 | „II Most Wanted” (z Beyoncé)                           | 6                            | 16                           | 55                           | 17                           | 63                           | –                            | 13                           | –                            | 23                           | 17                           | 24                           | 9                            | –                            | –                            | 10                           | 13                           | - USA: Złoto - CAN: Złoto | Cowboy Carter                                                              |
| 2024 | „Psycho Killer”                                        | –                            | –                            | –                            | –                            | –                            | –                            | –                            | –                            | –                            | –                            | –                            | –                            | –                            | –                            | –                            | –                            | | Everyone’s Getting Involved: A Tribute to Talking Heads’ Stop Making Sense |
| 2025 | „End of the World”                                     | 52                           | –                            | 34                           | 32                           | –                            | 60                           | 40                           | –                            | 50                           | –                            | 59                           | 23                           | 9                            | –                            | 43                           | 86                           | | Something Beautiful                                                        |

### Jako gość
| Rok  | Tytuł                                                                                          | Najwyższe pozycje na listach | Najwyższe pozycje na listach | Najwyższe pozycje na listach | Najwyższe pozycje na listach | Najwyższe pozycje na listach | Najwyższe pozycje na listach | Najwyższe pozycje na listach | Najwyższe pozycje na listach | Najwyższe pozycje na listach | Najwyższe pozycje na listach | Najwyższe pozycje na listach | Najwyższe pozycje na listach | Najwyższe pozycje na listach | Najwyższe pozycje na listach | Certyfikaty sprzedaży | Album                             |
| Rok  | Tytuł                                                                                          | USA                          | AUS                          | AUT                          | CAN                          | FRA                          | GER                          | IRL                          | ITA                          | NOR                          | NZ                           | SWE                          | UK                           | POL                          | SPO                          | Certyfikaty sprzedaży | Album                             |
| ---- | ---------------------------------------------------------------------------------------------- | ---------------------------- | ---------------------------- | ---------------------------- | ---------------------------- | ---------------------------- | ---------------------------- | ---------------------------- | ---------------------------- | ---------------------------- | ---------------------------- | ---------------------------- | ---------------------------- | ---------------------------- | ---------------------------- | --- | --------------------------------- |
| 2007 | „Ready, Set, Don’t Go” (Billy Ray Cyrus, gościnnie: Miley Cyrus)                               | 37                           | –                            | –                            | 47                           | –                            | –                            | –                            | –                            | –                            | –                            | –                            | –                            | –                            | –                            | | Home at Last                      |
| 2010 | „Nothing to Lose” (Bret Michaels, gościnnie: Miley Cyrus)                                      | –                            | –                            | –                            | –                            | –                            | –                            | –                            | –                            | –                            | –                            | –                            | –                            | –                            | –                            | | Custom Built                      |
| 2012 | „Morning Sun” (Rock Mafia, gościnnie: Miley Cyrus)                                             | –                            | –                            | –                            | –                            | –                            | –                            | –                            | –                            | –                            | –                            | –                            | –                            | –                            | –                            | | Mixtape Vol. 1                    |
| 2012 | „Decisions” (Borgore, gościnnie: Miley Cyrus)                                                  | –                            | –                            | –                            | –                            | –                            | –                            | –                            | –                            | –                            | –                            | –                            | –                            | –                            | –                            | | #Newgoreorder                     |
| 2013 | „Ashtrays and Heartbreaks” (Snoop Lion, gościnnie: Miley Cyrus)                                | –                            | –                            | –                            | –                            | –                            | –                            | –                            | –                            | –                            | –                            | –                            | –                            | –                            | –                            | | Reincarnated                      |
| 2013 | „Fall Down” (will.i.am, gościnnie: Miley Cyrus)                                                | 58                           | 14                           | 45                           | 15                           | 43                           | 48                           | 17                           | 93                           | –                            | 15                           | 37                           | 34                           | –                            | –                            | - AUS: Platyna - GER: Złoto - NZ: Platyna - SWE: Złoto | #willpower                        |
| 2013 | „23” (Mike Will Made It, gościnnie: Miley Cyrus, Wiz Khalifa i Juicy J)                        | 11                           | 39                           | –                            | 26                           | 30                           | –                            | –                            | 56                           | –                            | 26                           | –                            | 85                           | –                            | 49                           | - USA: 4× Platyna - NZ: Złoto - GER: Złoto | –                                 |
| 2013 | „Feelin’ Myself” (will.i.am, gościnnie: Miley Cyrus, French Montana, Wiz Khalifa i DJ Mustard) | 96                           | 34                           | –                            | –                            | 50                           | 55                           | –                            | 83                           | –                            | 16                           | –                            | 2                            | –                            | 47                           | - NZ: Platyna - UK: Platyna | #willpower                        |
| 2014 | „Lucy in the Sky with Diamonds” (The Flaming Lips, gościnnie: Miley Cyrus i Moby)              | –                            | –                            | –                            | –                            | –                            | –                            | –                            | –                            | –                            | –                            | –                            | –                            | –                            | –                            | | With a Little Help from My Fwends |
| 2016 | „Teardrop” (Lolawolf, gościnnie: Miley Cyrus)                                                  | –                            | –                            | –                            | –                            | –                            | –                            | –                            | –                            | –                            | –                            | –                            | –                            | –                            | –                            | | –                                 |
| 2017 | „We a Famly” (The Flaming Lips, gościnnie: Miley Cyrus)                                        | –                            | –                            | –                            | –                            | –                            | –                            | –                            | –                            | –                            | –                            | –                            | –                            | –                            | –                            | | Oczy Mlody                        |
| 2018 | „Nothing Breaks Like a Heart” (Mark Ronson, gościnnie: Miley Cyrus)                            | 43                           | 6                            | 24                           | 19                           | 29                           | 16                           | 2                            | 33                           | 19                           | 11                           | 16                           | 2                            | 2                            | 22                           | - USA: Platyna - AUS: 6× Platyna - AUT: Złoto - CAN: 2× Platyna - FRA: Diament - GER: Platyna - ITA: Platyna - NOR: Platyna - NZ: 3× Platyna - SWE: Złoto - UK: 2× Platyna - POL: 4× Platyna | Late Night Feelings               |
| 2023 | „Wrecking Ball” (Dolly Parton, gościnnie: Miley Cyrus)                                         | –                            | –                            | –                            | –                            | –                            | –                            | –                            | –                            | –                            | –                            | –                            | –                            | –                            | –                            | | Rockstar                          |

### Jako część supergrup
| Rok  | Tytuł                           | Supergrupa                  | Najwyższe pozycje na listach | Najwyższe pozycje na listach | Najwyższe pozycje na listach | Najwyższe pozycje na listach | Najwyższe pozycje na listach | Najwyższe pozycje na listach | Najwyższe pozycje na listach | Najwyższe pozycje na listach | Najwyższe pozycje na listach | Najwyższe pozycje na listach | Najwyższe pozycje na listach |
| Rok  | Tytuł                           | Supergrupa                  | USA                          | AUS                          | AUT                          | CAN                          | GER                          | IRL                          | ITA                          | NOR                          | NZ                           | SWE                          | UK                           |
| ---- | ------------------------------- | --------------------------- | ---------------------------- | ---------------------------- | ---------------------------- | ---------------------------- | ---------------------------- | ---------------------------- | ---------------------------- | ---------------------------- | ---------------------------- | ---------------------------- | ---------------------------- |
| 2008 | „Just Stand Up!”                | Artists Stand Up to Cancer  | 11                           | 39                           | 73                           | 10                           | –                            | 11                           | –                            | –                            | 19                           | 51                           | 26                           |
| 2009 | „Send It On”                    | Disney’s Friends for Change | 20                           | –                            | –                            | –                            | –                            | –                            | –                            | –                            | –                            | –                            | –                            |
| 2010 | „Everybody Hurts”               | Helping Haiti               | 121                          | 28                           | 23                           | 59                           | 16                           | 1                            | –                            | –                            | 17                           | 21                           | 1                            |
| 2010 | „We Are the World 25 for Haiti” | Artists for Haiti           | 2                            | 18                           | –                            | 7                            | –                            | 9                            | 10                           | 1                            | 8                            | 5                            | 50                           |

### Promocyjne
| Rok  | Tytuł                                                                                        | Najwyższe pozycje na listach | Najwyższe pozycje na listach | Najwyższe pozycje na listach | Najwyższe pozycje na listach | Najwyższe pozycje na listach | Najwyższe pozycje na listach | Najwyższe pozycje na listach | Najwyższe pozycje na listach | Najwyższe pozycje na listach | Najwyższe pozycje na listach | Najwyższe pozycje na listach | Najwyższe pozycje na listach | Najwyższe pozycje na listach | Najwyższe pozycje na listach | Certyfikaty sprzedaży                                           | Album                     |
| Rok  | Tytuł                                                                                        | USA                          | AUS                          | AUT                          | CAN                          | FRA                          | GER                          | IRL                          | ITA                          | NOR                          | NZ                           | SWE                          | UK                           | WW                           | SPO                          | Certyfikaty sprzedaży                                           | Album                     |
| ---- | -------------------------------------------------------------------------------------------- | ---------------------------- | ---------------------------- | ---------------------------- | ---------------------------- | ---------------------------- | ---------------------------- | ---------------------------- | ---------------------------- | ---------------------------- | ---------------------------- | ---------------------------- | ---------------------------- | ---------------------------- | ---------------------------- | --------------------------------------------------------------- | ------------------------- |
| 2008 | „I Thought I Lost You” (z Johnem Travoltą)                                                   | –                            | –                            | –                            | –                            | –                            | –                            | –                            | –                            | –                            | –                            | –                            | 192                          | –                            | –                            |                                                                 | Bolt                      |
| 2009 | „Hoedown Throwdown”                                                                          | 18                           | 20                           | 41                           | 15                           | –                            | 66                           | 10                           | 17                           | 35                           | 40                           | –                            | 18                           | –                            | –                            | - USA: Platyna - AUS: Platyna - NZ: Złoto - UK: Srebro          | Hannah Montana: The Movie |
| 2009 | „We Belong to the Music” (Timbaland, gościnnie: Miley Cyrus)                                 | 111                          | –                            | –                            | 63                           | –                            | –                            | –                            | –                            | –                            | –                            | –                            | –                            | –                            | –                            |                                                                 | Shock Value II            |
| 2015 | „Hands of Love”                                                                              | 107                          | –                            | –                            | 58                           | 98                           | –                            | –                            | –                            | –                            | –                            | –                            | 135                          | –                            | 144                          |                                                                 | –                         |
| 2017 | „Inspired”                                                                                   | –                            | 97                           | –                            | –                            | –                            | –                            | –                            | –                            | –                            | –                            | –                            | –                            | –                            | –                            |                                                                 | Younger Now               |
| 2017 | „Week Without You”                                                                           | –                            | –                            | –                            | –                            | –                            | –                            | –                            | –                            | –                            | –                            | –                            | –                            | –                            | 187                          |                                                                 | Younger Now               |
| 2018 | „Happy Xmas (War Is Over)” (z Markiem Ronsonem, gościnnie: Sean Lennon)                      | –                            | –                            | 59                           | –                            | –                            | 46                           | –                            | –                            | –                            | –                            | 99                           | –                            | –                            | 195                          |                                                                 | –                         |
| 2020 | „Heart of Glass” (na żywo z iHeart Music Festival)                                           | 124                          | 81                           | –                            | 86                           | –                            | –                            | 17                           | –                            | –                            | –                            | –                            | 38                           | 150                          | 141                          | - USA: Złoto - NOR: Złoto - NZ: Złoto - UK: Srebro - POL: Złoto | Plastic Hearts            |
| 2020 | „Zombie” (na żywo z NIVA Save Our Stages Festival)                                           | –                            | –                            | –                            | –                            | –                            | –                            | 79                           | –                            | –                            | –                            | –                            | –                            | –                            | –                            |                                                                 | Plastic Hearts            |
| 2020 | „Edge of Midnight (Midnight Sky Remix)” (gościnnie: Stevie Nicks)                            | –                            | –                            | –                            | –                            | –                            | –                            | –                            | –                            | –                            | –                            | –                            | –                            | –                            | –                            | - NZ: Złoto                                                     | Plastic Hearts            |
| 2020 | „I Got So High That I Saw Jesus” (na żywo; Noah Cyrus, gościnnie: Miley Cyrus)               | –                            | –                            | –                            | –                            | –                            | –                            | –                            | –                            | –                            | –                            | –                            | –                            | –                            | –                            |                                                                 | –                         |
| 2021 | „Nothing Else Matters” (gościnnie: Watt, Elton John, Yo-Yo Ma, Robert Trujillo i Chad Smith) | –                            | –                            | –                            | –                            | –                            | –                            | –                            | –                            | –                            | –                            | –                            | –                            | –                            | 184                          |                                                                 | The Metallica Blacklist   |
| 2025 | „Prelude”                                                                                    | –                            | –                            | –                            | –                            | –                            | –                            | –                            | –                            | –                            | –                            | –                            | –                            | –                            | –                            |                                                                 | Something Beautiful       |
| 2025 | „Something Beautiful”                                                                        | –                            | –                            | –                            | –                            | –                            | –                            | –                            | –                            | –                            | –                            | –                            | –                            | –                            | –                            |                                                                 | Something Beautiful       |

## Inne notowane lub certyfikowane utwory
| Rok  | Tytuł                                                           | Najwyższe pozycje na listach | Najwyższe pozycje na listach | Najwyższe pozycje na listach | Najwyższe pozycje na listach | Najwyższe pozycje na listach | Najwyższe pozycje na listach | Najwyższe pozycje na listach | Najwyższe pozycje na listach | Certyfikaty sprzedaży                                  | Album                       |
| Rok  | Tytuł                                                           | USA                          | AUS                          | CAN                          | IRL                          | UK                           | POL str.                     | WW                           | SPO                          | Certyfikaty sprzedaży                                  | Album                       |
| ---- | --------------------------------------------------------------- | ---------------------------- | ---------------------------- | ---------------------------- | ---------------------------- | ---------------------------- | ---------------------------- | ---------------------------- | ---------------------------- | ------------------------------------------------------ | --------------------------- |
| 2007 | „G.N.O. (Girl’s Night Out)”                                     | 91                           | –                            | –                            | –                            | –                            | –                            | –                            | –                            |                                                        | Meet Miley Cyrus            |
| 2007 | „I Miss You”                                                    | 109                          | –                            | –                            | –                            | –                            | –                            | –                            | –                            | - USA: Złoto                                           | Meet Miley Cyrus            |
| 2008 | „Girls Just Wanna Have Fun”                                     | 113                          | –                            | 92                           | –                            | –                            | –                            | –                            | –                            |                                                        | Breakout                    |
| 2008 | „Goodbye”                                                       | 124                          | –                            | –                            | –                            | –                            | –                            | –                            | –                            |                                                        | Breakout                    |
| 2009 | „Butterfly Fly Away” (z Billym Rayem Cyrusem)                   | 56                           | 56                           | 50                           | 46                           | 78                           | –                            | –                            | –                            | - USA: Platyna - AUS: Platyna - NZ: Złoto - UK: Srebro | Hannah Montana: The Movie   |
| 2009 | „The Time of Our Lives”                                         | 123                          | –                            | 51                           | –                            | –                            | –                            | –                            | –                            |                                                        | The Time of Our Lives       |
| 2010 | „I Hope You Find It”                                            | 105                          | –                            | –                            | –                            | –                            | –                            | –                            | –                            |                                                        | The Last Song               |
| 2010 | „Liberty Walk”                                                  | 103                          | –                            | 79                           | –                            | –                            | –                            | –                            | –                            |                                                        | Can’t Be Tamed              |
| 2010 | „Stay”                                                          | 75                           | –                            | 61                           | –                            | –                            | –                            | –                            | –                            | - USA: Złoto                                           | Can’t Be Tamed              |
| 2013 | „SMS (Bangerz)” (gościnnie: Britney Spears)                     | 110                          | –                            | –                            | –                            | 157                          | –                            | –                            | –                            |                                                        | Bangerz                     |
| 2013 | „My Darlin’” (gościnnie: Future)                                | 112                          | –                            | 80                           | –                            | –                            | –                            | –                            | –                            |                                                        | Bangerz                     |
| 2013 | „Drive”                                                         | 87                           | –                            | 90                           | –                            | 136                          | –                            | –                            | –                            |                                                        | Bangerz                     |
| 2013 | „FU” (gościnnie: French Montana)                                | 101                          | –                            | –                            | –                            | –                            | –                            | –                            | –                            | - USA: Złoto                                           | Bangerz                     |
| 2013 | „Do My Thang”                                                   | 123                          | –                            | –                            | –                            | –                            | –                            | –                            | –                            | - USA: Platyna                                         | Bangerz                     |
| 2013 | „Maybe You’re Right”                                            | 106                          | –                            | 85                           | –                            | 141                          | –                            | –                            | –                            |                                                        | Bangerz                     |
| 2013 | „Someone Else”                                                  | 93                           | –                            | 97                           | –                            | 172                          | –                            | –                            | –                            |                                                        | Bangerz                     |
| 2013 | „Hands in the Air” (gościnnie: Ludacris)                        | 125                          | –                            | 99                           | –                            | 169                          | –                            | –                            | –                            |                                                        | Bangerz                     |
| 2015 | „Dooo It!”                                                      | –                            | –                            | 60                           | –                            | –                            | –                            | –                            | –                            |                                                        | Miley Cyrus & Her Dead Petz |
| 2015 | „BB Talk”                                                       | –                            | –                            | 86                           | –                            | –                            | –                            | –                            | –                            |                                                        | Miley Cyrus & Her Dead Petz |
| 2017 | „Week Without You”                                              | –                            | –                            | –                            | –                            | –                            | –                            | –                            | 187                          |                                                        | Younger Now                 |
| 2017 | „I Would Die For You”                                           | –                            | –                            | –                            | –                            | –                            | –                            | –                            | 196                          |                                                        | Younger Now                 |
| 2017 | „Thinkin’”                                                      | –                            | –                            | –                            | –                            | –                            | –                            | –                            | 150                          |                                                        | Younger Now                 |
| 2017 | „Rockin’ Around the Christmas Tree”                             | –                            | –                            | –                            | –                            | –                            | –                            | –                            | 82                           |                                                        | Spotify Singles – Holiday   |
| 2019 | „Unholy”                                                        | 116                          | –                            | –                            | 78                           | –                            | –                            | –                            | 149                          |                                                        | She Is Coming               |
| 2019 | „D.R.E.A.M.” (gościnnie: Ghostface Killah)                      | 111                          | –                            | –                            | 77                           | –                            | –                            | –                            | 161                          |                                                        | She Is Coming               |
| 2019 | „Cattitude” (gościnnie: RuPaul)                                 | –                            | –                            | –                            | –                            | –                            | –                            | –                            | 112                          |                                                        | She Is Coming               |
| 2019 | „Party Up the Street” (gościnnie: Swae Lee i Mike Will Made It) | –                            | –                            | –                            | –                            | –                            | –                            | –                            | 129                          |                                                        | She Is Coming               |
| 2019 | „The Most”                                                      | –                            | –                            | –                            | –                            | –                            | –                            | –                            | 138                          |                                                        | She Is Coming               |
| 2020 | „WTF Do I Know”                                                 | –                            | –                            | –                            | –                            | –                            | –                            | –                            | 98                           |                                                        | Plastic Hearts              |
| 2020 | „Plastic Hearts”                                                | 111                          | –                            | 85                           | 48                           | 96                           | –                            | 174                          | 172                          | - USA: Złoto - AUS: Złoto - UK: Srebro                 | Plastic Hearts              |
| 2020 | „Gimme What I Want”                                             | –                            | –                            | –                            | –                            | –                            | –                            | –                            | 138                          |                                                        | Plastic Hearts              |
| 2020 | „Night Crawling” (gościnnie: Billy Idol)                        | –                            | –                            | –                            | –                            | –                            | –                            | –                            | 131                          |                                                        | Plastic Hearts              |
| 2020 | „High”                                                          | –                            | –                            | –                            | –                            | –                            | –                            | –                            | 194                          |                                                        | Plastic Hearts              |
| 2021 | „Am I Dreaming” (Lil Nas X, gościnnie: Miley Cyrus)             | 97                           | –                            | 80                           | –                            | –                            | –                            | 89                           | 94                           |                                                        | Montero                     |
| 2022 | „Like a Prayer” (na żywo)                                       | –                            | –                            | –                            | 48                           | 79                           | –                            | –                            | –                            |                                                        | Attention: Miley Live       |
| 2023 | „Rose Colored Lenses”                                           | 91                           | –                            | 59                           | –                            | –                            | 97                           | 96                           | 122                          |                                                        | Endless Summer Vacation     |
| 2023 | „Thousand Miles” (gościnnie: Brandi Carlile)                    | 68                           | –                            | 65                           | –                            | –                            | –                            | 92                           | 173                          |                                                        | Endless Summer Vacation     |
| 2023 | „You”                                                           | 103                          | –                            | 74                           | –                            | –                            | –                            | 151                          | 82                           |                                                        | Endless Summer Vacation     |
| 2023 | „Handstand”                                                     | 122                          | –                            | –                            | –                            | –                            | –                            | –                            | 98                           |                                                        | Endless Summer Vacation     |
| 2023 | „Violet Chemistry”                                              | 113                          | –                            | 93                           | –                            | –                            | –                            | 191                          | 99                           |                                                        | Endless Summer Vacation     |
| 2023 | „Muddy Feet” (gościnnie: Sia)                                   | 109                          | –                            | 81                           | –                            | –                            | –                            | 163                          | 90                           |                                                        | Endless Summer Vacation     |
| 2023 | „Wildcard”                                                      | –                            | –                            | –                            | –                            | –                            | –                            | –                            | 138                          |                                                        | Endless Summer Vacation     |
| 2023 | „Island”                                                        | –                            | –                            | –                            | –                            | –                            | –                            | –                            | 164                          |                                                        | Endless Summer Vacation     |

## Teledyski
| Rok  | Tytuł                                                         | Wykonawcy                                                                   | Reżyseria                                    | Źr.     |
| ---- | ------------------------------------------------------------- | --------------------------------------------------------------------------- | -------------------------------------------- | ------- |
| 2007 | „Start All Over”                                              | Miley Cyrus                                                                 | Marc Webb                                    | [ 63 ]  |
| 2008 | „7 Things”                                                    | Miley Cyrus                                                                 | Brett Ratner                                 | [ 64 ]  |
| 2008 | „Fly on the Wall”                                             | Miley Cyrus                                                                 | Philip Andelman                              | [ 65 ]  |
| 2009 | „The Climb”                                                   | Miley Cyrus                                                                 | Matthew Rolston                              | [ 66 ]  |
| 2009 | „Send It On”                                                  | Disney’s Friends for Change                                                 | Michael Blum i Tracy Pion                    | [ 67 ]  |
| 2009 | „Party in the U.S.A.”                                         | Miley Cyrus                                                                 | Chris Applebaum                              | [ 68 ]  |
| 2010 | „We Are the World 25 for Haiti”                               | Artists for Haiti                                                           | Paul Haggis                                  | [ 69 ]  |
| 2010 | „Everybody Hurts”                                             | Helping Haiti                                                               | Joseph Kahn                                  | [ 70 ]  |
| 2010 | „When I Look at You”                                          | Miley Cyrus                                                                 | Adam Shankman                                | [ 71 ]  |
| 2010 | „Can’t Be Tamed”                                              | Miley Cyrus                                                                 | Robert Hales                                 | [ 72 ]  |
| 2010 | „Who Owns My Heart”                                           | Miley Cyrus                                                                 | Robert Hales                                 | [ 73 ]  |
| 2012 | „You’re Gonna Make Me Lonesome When You Go”                   | Miley Cyrus                                                                 | James Minchin III                            | [ 74 ]  |
| 2012 | „Decisions”                                                   | Borgore, gościnnie: Miley Cyrus                                             | Christian Lamb                               | [ 75 ]  |
| 2013 | „Ashtrays and Heartbreaks”                                    | Snoop Lion, gościnnie: Miley Cyrus                                          | P. R. Brown                                  | [ 76 ]  |
| 2013 | „We Can’t Stop”                                               | Miley Cyrus                                                                 | Diane Martel                                 | [ 77 ]  |
| 2013 | „Wrecking Ball”                                               | Miley Cyrus                                                                 | Terry Richardson                             | [ 78 ]  |
| 2013 | „23”                                                          | Mike Will Made It, gościnnie: Miley Cyrus, Wiz Khalifa i Juicy J            | Hannah Lux Davis                             | [ 79 ]  |
| 2013 | „Real and True”                                               | Future i Miley Cyrus, gościnnie: Mr Hudson                                  | Rankin                                       | [ 80 ]  |
| 2013 | „Feelin’ Myself”                                              | will.i.am, gościnnie: Miley Cyrus, French Montana, Wiz Khalifa i DJ Mustard | Michael Jurkovac i Pasha Shapiro             | [ 81 ]  |
| 2013 | „Adore You”                                                   | Miley Cyrus                                                                 | Rankin                                       | [ 82 ]  |
| 2015 | „Dooo It!”                                                    | Miley Cyrus                                                                 | –                                            | [ 83 ]  |
| 2015 | „Lighter”                                                     | Miley Cyrus                                                                 | Miley Cyrus i Wayne Coyne                    | [ 84 ]  |
| 2015 | „BB Talk”                                                     | Miley Cyrus                                                                 | Miley Cyrus i Diane Martel                   | [ 85 ]  |
| 2017 | „Malibu”                                                      | Miley Cyrus                                                                 | Miley Cyrus i Diane Martel                   | [ 86 ]  |
| 2017 | „Younger Now”                                                 | Miley Cyrus                                                                 | Miley Cyrus i Diane Martel                   | [ 87 ]  |
| 2018 | „Nothing Breaks Like a Heart”                                 | Mark Ronson, gościnnie: Miley Cyrus                                         | Pierre Dupaquier i Clément Durou             | [ 88 ]  |
| 2019 | „On a Roll”                                                   | Ashley O                                                                    | Anne Sewitsky                                | [ 89 ]  |
| 2019 | „Mother’s Daughter”                                           | Miley Cyrus                                                                 | Alexandre Moors                              | [ 90 ]  |
| 2019 | „Slide Away”                                                  | Miley Cyrus                                                                 | Alexandre Moors                              | [ 91 ]  |
| 2019 | „Don’t Call Me Angel”                                         | Ariana Grande, Miley Cyrus i Lana Del Rey                                   | Hannah Lux Davis                             | [ 92 ]  |
| 2020 | „Midnight Sky”                                                | Miley Cyrus                                                                 | Miley Cyrus                                  | [ 93 ]  |
| 2020 | „Who Owns My Heart” (wersja iHeartRadio Festival 2020 Visual) | Miley Cyrus                                                                 | Vijat Mohindra i Miley Cyrus                 | [ 94 ]  |
| 2020 | „Prisoner”                                                    | Miley Cyrus, gościnnie: Dua Lipa                                            | Alana O’Herlihy i Miley Cyrus                | [ 95 ]  |
| 2021 | „Angels like You”                                             | Miley Cyrus                                                                 | Alana O’Herlihy i Miley Cyrus                | [ 96 ]  |
| 2021 | „Without You”                                                 | The Kid Laroi i Miley Cyrus                                                 | Miley Cyrus                                  | [ 97 ]  |
| 2022 | „Attention”                                                   | Miley Cyrus                                                                 | Jacob Bixenman                               | [ 98 ]  |
| 2023 | „Flowers”                                                     | Miley Cyrus                                                                 | Jacob Bixenman                               | [ 99 ]  |
| 2023 | „River”                                                       | Miley Cyrus                                                                 | Jacob Bixenman                               | [ 100 ] |
| 2023 | „Jaded”                                                       | Miley Cyrus                                                                 | Jacob Bixenman                               | [ 101 ] |
| 2023 | „Used to Be Young”                                            | Miley Cyrus                                                                 | Jacob Bixenman i Brendan Walter              | [ 102 ] |
| 2024 | „Doctor (Work It Out)”                                        | Pharrell Williams i Miley Cyrus                                             | Jacob Bixenman                               | [ 103 ] |
| 2025 | „Prelude”                                                     | Miley Cyrus                                                                 | Miley Cyrus, Jacob Bixenman i Brendan Walter | [ 104 ] |
| 2025 | „Something Beautiful”                                         | Miley Cyrus                                                                 | Miley Cyrus, Jacob Bixenman i Brendan Walter | [ 105 ] |
| 2025 | „End of the World”                                            | Miley Cyrus                                                                 | Miley Cyrus, Jacob Bixenman i Brendan Walter | [ 106 ] |
| 2025 | „More to Lose”                                                | Miley Cyrus                                                                 | Miley Cyrus, Jacob Bixenman i Brendan Walter | [ 107 ] |
| 2025 | „Easy Lover”                                                  | Miley Cyrus                                                                 | Miley Cyrus, Jacob Bixenman i Brendan Walter | [ 108 ] |

## Występy gościnne
| Rok  | Utwór                                       | Wykonawcy                                                                        | Album                                                                      | Źr.     |
| ---- | ------------------------------------------- | -------------------------------------------------------------------------------- | -------------------------------------------------------------------------- | ------- |
| 2006 | „Zip-a-Dee-Doo-Dah”                         | Miley Cyrus                                                                      | Disneymania 4                                                              | [ 109 ] |
| 2006 | „Stand”                                     | Billy Ray Cyrus, gościnnie: Miley Cyrus                                          | Wanna Be Your Joe                                                          | [ 110 ] |
| 2006 | „I Learned from You”                        | Miley Cyrus i Billy Ray Cyrus                                                    | Hannah Montana                                                             | [ 111 ] |
| 2007 | „I Learned from You”                        | Miley Cyrus                                                                      | Bridge to Terabithia (ścieżka dźwiękowa)                                   | [ 112 ] |
| 2007 | „Part of Your World”                        | Miley Cyrus                                                                      | Disneymania 5                                                              | [ 113 ] |
| 2007 | „Ready, Set, Don’t Go”                      | Billy Ray Cyrus, gościnnie: Miley Cyrus                                          | Home at Last                                                               | [ 114 ] |
| 2008 | „I Thought I Lost You”                      | Miley Cyrus i John Travolta                                                      | Bolt (ścieżka dźwiękowa)                                                   | [ 115 ] |
| 2008 | „Santa Claus Is Comin’ to Town”             | Miley Cyrus                                                                      | All Wrapped Up                                                             | [ 116 ] |
| 2009 | „Butterfly Fly Away”                        | Miley Cyrus i Billy Ray Cyrus                                                    | Back to Tennessee                                                          | [ 117 ] |
| 2009 | „Before the Storm”                          | Jonas Brothers, gościnnie: Miley Cyrus                                           | Lines, Vines and Trying Times                                              | [ 118 ] |
| 2009 | „Rockin’ Around the Christmas Tree”         | Miley Cyrus                                                                      | A Very Special Christmas 7                                                 | [ 119 ] |
| 2009 | „We Belong to the Music”                    | Timbaland, gościnnie: Miley Cyrus                                                | Shock Value II                                                             | [ 120 ] |
| 2010 | „When I Look at You”                        | Miley Cyrus                                                                      | The Last Song (ścieżka dźwiękowa)                                          | [ 121 ] |
| 2010 | „I Hope You Find It”                        | Miley Cyrus                                                                      | The Last Song (ścieżka dźwiękowa)                                          | [ 121 ] |
| 2010 | „Nothing to Lose”                           | Bret Michaels, gościnnie: Miley Cyrus                                            | Custom Built                                                               | [ 122 ] |
| 2011 | „Overboard” (na żywo)                       | Justin Bieber, gościnnie: Miley Cyrus                                            | Never Say Never: The Remixes                                               | [ 123 ] |
| 2012 | „You’re Gonna Make Me Lonesome When You Go” | Miley Cyrus                                                                      | Chimes of Freedom: The Songs of Bob Dylan                                  | [ 124 ] |
| 2013 | „Fall Down”                                 | will.i.am, gościnnie: Miley Cyrus                                                | #willpower                                                                 | [ 125 ] |
| 2013 | „Ashtrays and Heartbreaks”                  | Snoop Lion, gościnnie: Miley Cyrus                                               | Reincarnated                                                               | [ 126 ] |
| 2013 | „Feelin’ Myself”                            | will.i.am, gościnnie: Miley Cyrus, French Montana, Wiz Khalifa i DJ Mustard      | #willpower (reedycja)                                                      | [ 127 ] |
| 2014 | „Decisions”                                 | Borgore, gościnnie: Miley Cyrus                                                  | #Newgoreorder                                                              | [ 128 ] |
| 2014 | „Lucy in the Sky with Diamonds”             | The Flaming Lips, gościnnie: Miley Cyrus i Moby                                  | With a Little Help from My Fwends                                          | [ 129 ] |
| 2014 | „A Day in the Life”                         | The Flaming Lips, gościnnie: Miley Cyrus i New Fumes                             | With a Little Help from My Fwends                                          | [ 129 ] |
| 2016 | „Angels Protect This Home”                  | Billy Ray Cyrus, gościnnie: Miley Cyrus                                          | Thin Line                                                                  | [ 130 ] |
| 2017 | „We a Famly”                                | The Flaming Lips, gościnnie: Miley Cyrus                                         | Oczy Mlody                                                                 | [ 131 ] |
| 2018 | „Don’t Let the Sun Go Down on Me”           | Miley Cyrus                                                                      | Revamp: Reimagining the Songs of Elton John & Bernie Taupin                | [ 132 ] |
| 2018 | „The Bitch Is Back”                         | Miley Cyrus                                                                      | Restoration: Reimagining the Songs of Elton John and Bernie Taupin         | [ 133 ] |
| 2018 | „Androgynous”                               | Joan Jett, Miley Cyrus i Laura Jane Grace                                        | Bad Reputation (ścieżka dźwiękowa)                                         | [ 134 ] |
| 2019 | „Nothing Breaks Like a Heart”               | Mark Ronson, gościnnie: Miley Cyrus                                              | Late Night Feelings                                                        | [ 135 ] |
| 2019 | „Don’t Call Me Angel”                       | Ariana Grande, Miley Cyrus i Lana Del Rey                                        | Charlie’s Angels (ścieżka dźwiękowa)                                       | [ 136 ] |
| 2019 | „The Thrill Is Gone / Django”               | Jeff Goldblum i The Mildred Snitzer Orchestra, gościnnie: Miley Cyrus            | I Shouldn’t Be Telling You This                                            | [ 137 ] |
| 2019 | „Summertime Sadness” (na żywo)              | Miley Cyrus                                                                      | BBC Radio 1's Live Lounge: The Collection                                  | [ 138 ] |
| 2020 | „Christmas Is”                              | Dolly Parton, gościnnie: Miley Cyrus                                             | A Holly Dolly Christmas                                                    | [ 139 ] |
| 2021 | „Prisoner”                                  | Miley Cyrus, gościnnie: Dua Lipa                                                 | Future Nostalgia (The Moonlight Edition)                                   | [ 140 ] |
| 2021 | „Nothing Else Matters”                      | Miley Cyrus, gościnnie: Watt, Elton John, Yo-Yo Ma, Robert Trujillo i Chad Smith | The Metallica Blacklist                                                    | [ 141 ] |
| 2021 | „Nothing Else Matters”                      | Miley Cyrus, gościnnie: Watt, Elton John, Yo-Yo Ma, Robert Trujillo i Chad Smith | The Lockdown Sessions                                                      | [ 142 ] |
| 2021 | „Am I Dreaming”                             | Lil Nas X, gościnnie: Miley Cyrus                                                | Montero                                                                    | [ 143 ] |
| 2023 | „Wrecking Ball”                             | Dolly Parton, gościnnie: Miley Cyrus                                             | Rockstar                                                                   | [ 144 ] |
| 2024 | „II Most Wanted”                            | Beyoncé i Miley Cyrus                                                            | Cowboy Carter                                                              | [ 145 ] |
| 2024 | „Psycho Killer”                             | Miley Cyrus                                                                      | Everyone’s Getting Involved: A Tribute to Talking Heads’ Stop Making Sense | [ 146 ] |
| 2024 | „Beautiful That Way”                        | Miley Cyrus                                                                      | The Last Showgirl                                                          | [ 147 ] |